# Myxopappus
Myxopappus es un género de plantas pertenecientes a la familia Asteraceae. Comprende 2 especies.

## Taxonomía
El género fue descrito por Källersjö y publicado en Botanical Journal of the Linnean Society 96(4): 314. 1988.

## Especies aceptadas
A continuación se brinda un listado de las especies del género Myxopappus aceptadas hasta junio de 2012, ordenadas alfabéticamente. Para cada una se indica el nombre binomial seguido del autor, abreviado según las convenciones y usos:
- Myxopappus acutilobus (DC.) Källersjö
- Myxopappus hereroensis (O.Hoffm.) Källersjö